# Schronisko turystyczne „Gawra” w Złatnej-Hucie
Schronisko turystyczne „Gawra” w Złatnej-Hucie – nieistniejące górskie schronisko turystyczne, a obecnie prywatny obiekt noclegowy w Beskidzie Żywieckim, położony w Złatnej-Hucie, w górnym biegu potoku Bystra na wysokości 680 m n.p.m. 

## Warunki pobytu
Obiekt oferuje 28 miejsc noclegowych i prowadzi wyżywienie w formie bufetu. W pobliżu znajduje się zadaszona wiata na ognisko.

## Szlaki turystyczne
- Złatna-Huta – Schronisko PTTK na Hali Rysiance